# Riu Caia
El Caia és un riu portuguès que neix a la Serra de São Mamede, entre les freguesies de Reguengo i Ribeira de Nisa, al concelho de Portalegre. Durant el seu curs, passa per Arronches i Caia, fins que mor al marge esquerre del riu Guadiana, al municipi d'Elvas.

## Afluents
- Ribeira de Arronches o Alegrete
- Ribeira de Algalé

## Preses
- Barragem do Caia[2]